# Orašac (biljni rod)
Orašac (rašac, lat. Trapa), maleni biljni rod vodenog jednogodišnjeg rasljina i trajnica koji je neklada činio samostalnu porodicu rašcovke (Trapaceae), a danas se klasificira u poroidicu vrbičevke.
Ovaj rod rasprostranjen je po velikim dijelovima Europe i Azije a unesen je i u Kanadu, i mnoge države SAD-a. Po nekim izvorima sastoji se od dvije žive i jedne fosilne vrste, dok drugi navode osam vrsta. 
Najpoznatija vrsta je vodeni orašac (Trapa natans), danas se smatra osjetljivom ili ugroženom vrstom. Unesena je u SAD i Australiju gdje se udomaćila. Kod vodenog orašca jestive su sjemenke, a mogu se pržiti, kuhati ili mljeti u brašno. Druga vrsta Trapa incisa raste samo u Aziji: Kina, Japan, obje Koreje, Vijetnam, ruski daleki istok.

## Opis
Rod Trapa (porodica Lythraceae) porijeklom je iz Europe, Azije i Afrike, a poznat je i kao “vodeni kesten”. Naziv vodeni kesten obično se odnosi na njihove jestive plodove nalik orašastim plodovima. Najčešća vrsta, europski vodeni orašac (Trapa natans), ima potopljene listove, koji su dugi, perasti i korijenasti, te plutajuće listove, u labavoj rozeti, koji su pričvršćeni za peteljke, 5 do 10 cm ( 2 do 4 inča). Plod, koji se ponekad naziva “Singhara orah”, ima 2,5 do 5 cm u promjeru i obično ima četiri bodljikava kuta. Biljka se smatra invazivnom vrstom u sjeveroistočnoj Sjevernoj Americi.
T. bicornis uzgaja se u većem dijelu istočne Azije. Priznat je kao Trapa natans var. bispinosa. Njegove mahune poznate su pod mnogim imenima, uključujući “šišmišev orah”, “kineski rogati orah” i “singhada”, a oblik oraha često se opisuje kao sličan letećem šišmišu ili licu bika. Diljem Azije raste u mirnim vodenim područjima kao što su jezera, bare i rijeke, a uzgaja se i u manjim količinama na plutajućim poljima. Mahune se smatraju rijetkima, jer su u sezoni samo jednom godišnje, a omiljene su kao ulični zalogaj, tradicionalno kuhani ili pečeni.

## Vrste
1. †Trapa angulata Brown, 1962
2. Trapa assamica Wójcicki
3. Trapa hankensis Pshenn.
4. Trapa hyrcana Woronow
5. Trapa incisa Siebold & Zucc.
6. Trapa kashmirensis Wójcicki
7. Trapa kozhevnikoviorum Pshenn.
8. Trapa natans L.
9. Trapa nedoluzhkoi Pshenn.

- mahuna šišmiševog oraha, Trapa natans
- Trapa natans
- Trapa natans